# Acrophtalmia windorum
Acrophtalmia windorum är en fjärilsart som beskrevs av Miller 1978. Acrophtalmia windorum ingår i släktet Acrophtalmia och familjen praktfjärilar. Inga underarter finns listade i Catalogue of Life.